# 豊臣国松
豊臣 国松（とよとみ くにまつ / とよとみ の くにまつ）は、江戸時代前期の人物で、豊臣秀頼の庶子。母は秀頼の側室の伊茶。妹（一説には姉）に天秀尼がいる。他にも庶弟がいたという伝承・噂が江戸時代からあった。

## 生涯

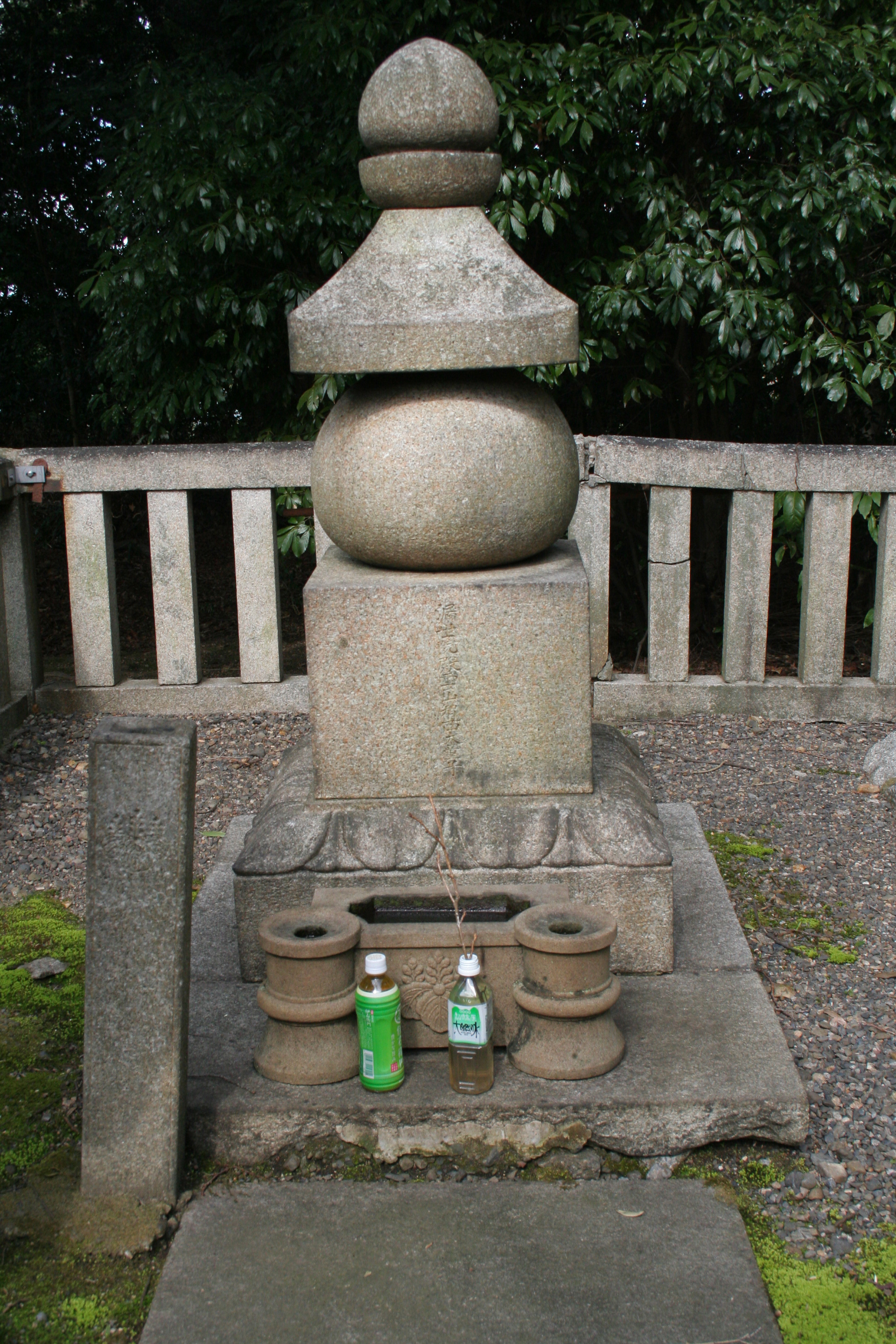
太閤坦（たいこうだいら）にある豊国廟の国松の墓

生後すぐに秀頼の叔母の常高院の嫁ぎ先である若狭京極家に預けられた後、乳母の兄である若狭の砥石屋弥左衛門の養子となった。これは秀頼の正室である千姫を憚ったものと見られているが、結局、秀頼には嫡子は生まれなかった。
慶長19年（1614年）、大坂冬の陣が起こると、秀頼の隠し子との詮議を受けぬよう、常高院と共に大坂城に入城。その時、生まれて初めて父秀頼と面会した。その後、和議が整ったのでそのまま滞在していたが、翌20年（1615年）に大坂夏の陣が起こり、国松は秀頼と5月8日に盃を交わし、田中六郎左衛門と乳母に連れられて城を落ち延びた。
別に逃げた妹が5月11日に京極忠高によって捕まり、徳川方の捜索により国松も5月21日に伏見農人橋で捕らえられた。
妹は助命されて鎌倉の東慶寺で尼僧にされたが、国松は京都所司代板倉勝重に引き渡され、二条城にいた徳川秀忠のもとに連行された。
5月23日夕刻、市中車引き回しの後、大坂の陣の敗戦後に京都に潜伏して捕らえられた長宗我部盛親と共に、六条河原で斬首された。享年8。田中六郎左衛門は京極家の者として死罪を免れ得たものの、自ら殉死を志願して同時に処刑されたという。国松の乳母だけが助命された。
イエズス会の日本年報によれば、国松は死に際しても堂々たる態度で、「内府（徳川家康）に向ひ、其の父に対する神聖なる誓約を破りたるを甚しく責め」て亡くなったという。『薩摩舊記』によれば、若年にして果てたその姿に「上下共に感じ申候」と周囲が落涙した様子を記し、『細川家記』は「目もあてられさる次第に候事」と凄惨な状況だったと描写した。

墓所は京都市中京区の誓願寺に埋葬されたが、明治44年（1911年）に東山区の豊国廟の内に移されている。浄土宗での戒名は漏世院雲山智西大童子、日蓮宗での法号は向陽院殿梅蕚童子となっている。

## 生存説
異説で、国松は（秀頼と共に）薩摩国に落ち延びて島津氏に匿われた後、豊後国日出藩木下家の分家の交代寄合の祖・木下延次（延由）になったという生存説がある。その根拠として大分県杵築市の立石長流寺にある延次の位牌の表に「江岸寺殿前掖庭月淵良照大居士」で、裏に「明暦四年戊戌稔七月六日　木下縫殿助豊臣延由」と刻まれていることがあげられる。地元では、延由が豊臣国松であったことが立石藩の立藩の理由という説がある。
高台院の兄・木下家定の三男・木下延俊を初代とする旧日出藩木下家の19代当主木下崇俊によると、木下家には「国松は薩摩に落ちのびた」という一子相伝の言い伝えがあるという。延俊が大坂の陣の際に陣取っていた備中島には大坂城につながる抜け道があり、それを使って国松は真田信繁の子大助とともに逃げ、薩摩藩の船で薩摩の伊集院へ落ちのびたのち、日出藩に身を寄せ、延俊の死後、領地を分け与えられて立石藩主木下延由となったという。秀頼についての伝承はないが、鹿児島市谷山地区の木之下集落には、秀頼のものと伝わる墓がある。
相伝によれば、国松は四国経由で薩摩国に渡り、伊集院兼貞に匿われたが、徳川の治世が確固となった後は、噂の漏洩を恐れて日出藩に身を寄せた。高台院の甥である初代藩主延俊は、国松を二代弟として迎え入れたという。延俊は寛永19年（1642年）1月、縫殿助を延由と改名させ、1万石を分知せよと遺言したが、家老の長澤市之亟はこれを承諾せず、半分の5,000石とされた。伝承によれば、後に延由の正体を知った市之亟は、亡き主君の意志を理解し得ず君命に背いたと遺言し、延宝元年（1673年）に切腹したという。また、立石領5,000石を受け継いだ延由は、他の兄弟たちからは疎遠にされたとの話を伝わっている。
また、国松は出家して駿州駿府の玉桂山華陽院三世桑誉了的の弟子となったという別説もある。